# Swanne Gauthier
Swanne Gauthier, née le 6 août 1986 à Cayenne en Guyane, est une joueuse de basket-ball française. Elle évolue au poste d'arrière mais peut également jouer comme meneuse.

## Biographie
Fille d’une basketteuse guyanaise et d’un rugbyman ariégeois, c’est dans ce pays de l’ovalie que Swanne Gauthier grandit et commence la pratique du sport et tout d'abord du rugby, son père étant alors le président de l’école de rugby de Saverdun. Elle y joue jusqu’à l’âge de 9 ans avec les garçons, se servant de sa vitesse. Elle bifurque vers le basket-ball à 6 ans à l'UA Saverdun basket, le club local, en faisant également de la danse,.
En parallèle avec Saverdun, puis Colomiers, elle passe la 4e et la 3e au pôle espoirs du collège de Caussade. Elle a ensuite la chance de partir à Bourges, un des plus grands clubs français, où elle reste un an. Après, elle joue à Tarbes pendant deux ans. Elle est championne de France UNSS avec le lycée Théophile-Gautier la première année et vainqueur de la Coupe de France cadettes, à Bercy, la deuxième saison.
Elle se rapproche ensuite du domicile familial en rejoignant Salies-du-Salat, en Nationale 2, avec qui elle est championne, monte en Nationale féminines 1 et s'y maintient. Cette année-là, avec l'université Toulouse III - Paul Sabatier, elle est championne de France et 4e au championnat d'Europe universitaire, en Suisse. Ses pérégrinations sportives l’amènent au Temple-sur-Lot, en NF1 également. En 2008, elle intègre le Toulouse Métropole Basket qui finit 3e du championnat de France, toujours en NF1. À la suite de dépôts de bilan, le TMB accède cette année en ligue féminine, le plus haut niveau national.
Gauthier possède des qualités qui la mènent jusqu’en Ligue féminine de basket à Toulouse, puis en Ligue 2 à Nice. Malheureusement, sa saison est tronquée en raison d’une rupture des ligaments croisés du genou en novembre 2010. Mais elle participe tout de même au titre de champion de France. En septembre 2012, elle s'engage avec l'Avenir Basket Chartres après une saison sous les couleurs de Wasquehal.

## Palmarès
Palmarès de Swanne Gauthier, :
- Vainqueur de la Coupe de France Cadettes en 2004 avec Tarbes
- Championne de France NF2 avec Salies-du-Salat
- Champion de France universitaire avec l'université Toulouse III - Paul Sabatier
- Vice-champion d'Europe universitaire avec l'université Toulouse III - Paul Sabatier
- Championne de France LF2 en 2011 avec le Cavigal Nice Basket 06

## Statistiques
| Saison    | Club             | Championnat | Championnat | Championnat | Coupe | Coupe | Total | Total |
| Saison    | Club             | Division    | MJ          | Moy         | MJ    | Moy   | MJ    | Moy   |
| --------- | ---------------- | ----------- | ----------- | ----------- | ----- | ----- | ----- | ----- |
| 2010-2011 | Cavigal Nice     | LF2         | 9           | 9.8         |       |       |       |       |
| 2011-2012 | Femina Wasquehal | N1          |             |             |       |       |       |       |
| 2012-2013 | AB Chartres      | N1          |             |             |       |       |       |       |
| 2013-2014 | AB Chartres      | LF2         | 23          | 15.4        |       |       |       |       |
| 2014-2015 | AB Chartres      | LF2         |             |             |       |       |       |       |
| 2015-2016 | AB Chartres      | LF2         |             |             |       |       |       |       |
| 2016-2017 | AB Chartres      | LF2         |             |             |       |       |       |       |
| 2017-2018 | AB Chartres      | LF2         |             |             |       |       |       |       |